# Pommérieux
Ne doit pas être confondu avec Pommerieux.
Pommérieux est une commune française située dans le département de la Moselle en région Grand Est.

## Géographie
Pommérieux est situé dans la vallée de la Seille, rivière qui passe à l'ouest du village en allant vers Sillegny, et à une quinzaine de kilomètres de Metz et de Pont-à-Mousson.

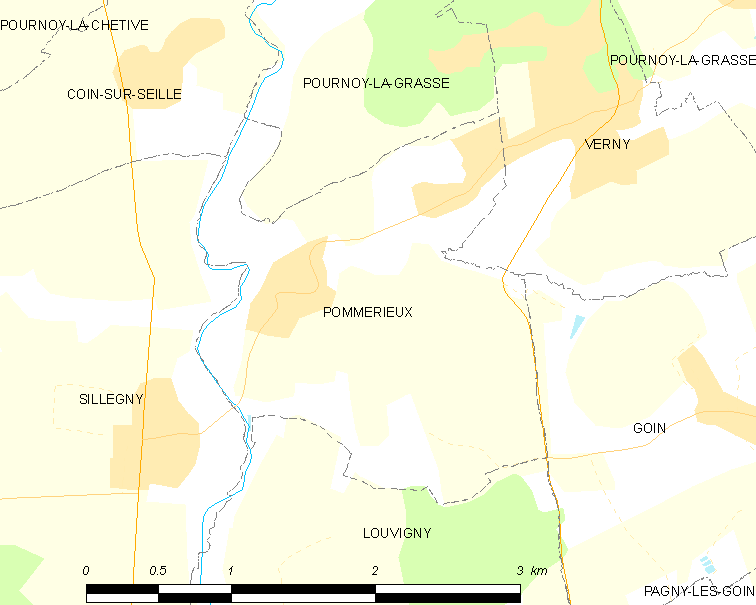
Carte de la commune.

### Communes limitrophes
| Coin-sur-Seille | Pournoy-la-Grasse | Verny |
| Sillegny        | Pommérieux        |       |
|                 | Louvigny          | Goin  |

### Écarts et lieux-dits
- La Gare

### Hydrographie
La commune est située dans le bassin versant du Rhin au sein du bassin Rhin-Meuse. Elle est drainée par la Seille, le ruisseau de Cherisey et le ruisseau de Verny.
La Seille, d'une longueur totale de 137,7 km, prend sa source dans la commune de Maizières-lès-Vic et se jette  dans la Moselle à Metz en limite avec Saint-Julien-lès-Metz, après avoir traversé 57 communes.
Le ruisseau de Cherisey, d'une longueur totale de 10,7 km, prend sa source dans la commune de Pontoy et se jette  dans le ruisseau de Verny  sur la commune, après avoir traversé six communes.
Le ruisseau de Verny, d'une longueur totale de 10,8 km, prend sa source dans la commune de Silly-en-Saulnois et se jette  dans la Seille sur la commune en limite et face à Sillegny, après avoir traversé sept communes.

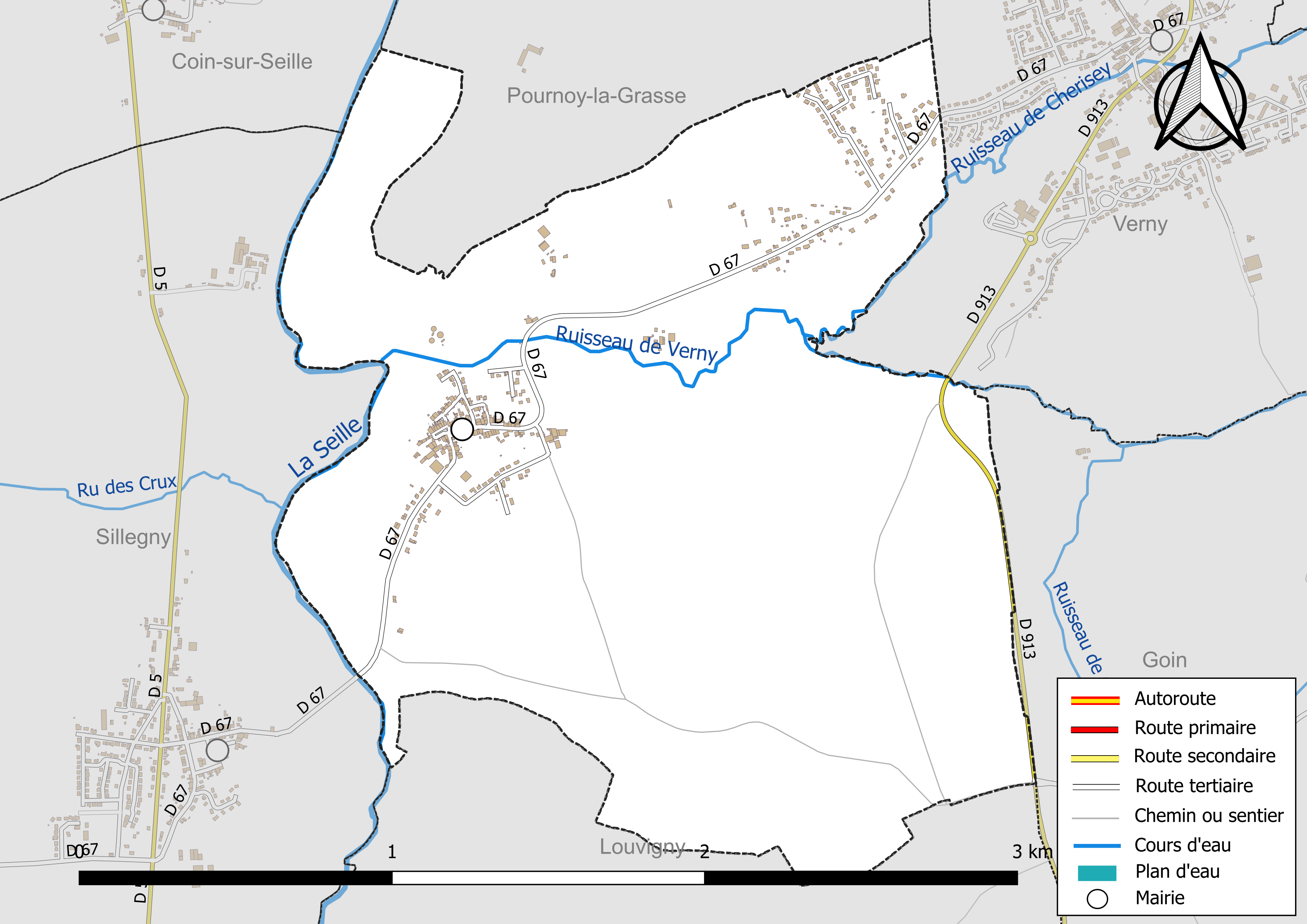
Réseaux hydrographique et routier de Pommérieux.

La qualité de la Seille, du ruisseau de Cherisey et du ruisseau de Verny peut être consultée sur un site spécial géré par les agences de l’eau et l’Agence française pour la biodiversité. Ainsi en 2020, dernière année d'évaluation disponible en 2022, l'état écologique du ruisseau de Verny était jugé médiocre (orange).

### Climat
Pour des articles plus généraux, voir Climat du Grand Est et Climat de la Moselle.
En 2010, le climat de la commune est de type climat océanique dégradé des plaines du Centre et du Nord, selon une étude du Centre national de la recherche scientifique s'appuyant sur une série de données couvrant la période 1971-2000. En 2020, Météo-France publie une typologie des climats de la France métropolitaine dans laquelle la commune est exposée à un climat semi-continental et est dans la région climatique  Lorraine, plateau de Langres, Morvan, caractérisée par un hiver rude (1,5 °C), des vents modérés et des brouillards fréquents en automne et hiver. 
Pour la période 1971-2000, la température annuelle moyenne est de 9,8 °C, avec une amplitude thermique annuelle de 16,8 °C. Le cumul annuel moyen de précipitations est de 733 mm, avec 11,6 jours de précipitations en janvier et 8,9 jours en juillet. Pour la période 1991-2020, la température moyenne annuelle observée sur la station météorologique de Météo-France la plus proche, « M.n.l. », sur la commune de Goin à 3 km à vol d'oiseau, est de 10,7 °C et le cumul annuel moyen de précipitations est de 678,8 mm. 
La température maximale relevée sur cette station est de 39,5 °C, atteinte le 24 juillet 2019 ; la température minimale est de −16,3 °C, atteinte le 2 janvier 1997,,. 
Les paramètres climatiques de la commune ont été estimés pour le milieu du siècle (2041-2070) selon différents scénarios d'émission de gaz à effet de serre à partir des nouvelles projections climatiques de référence DRIAS-2020. Ils sont consultables sur un site spécial publié par Météo-France en novembre 2022.

## Urbanisme

### Typologie
Au 1er janvier 2024, Pommérieux est catégorisée commune rurale à habitat dispersé, selon la nouvelle grille communale de densité à sept niveaux définie par l'Insee en 2022.
Elle appartient à l'unité urbaine de Verny, une agglomération intra-départementale regroupant deux  communes, dont elle est une commune de la banlieue,,. Par ailleurs la commune fait partie de l'aire d'attraction de Metz, dont elle est une commune de la couronne,. Cette aire, qui regroupe 245 communes, est catégorisée dans les aires de 200 000 à moins de 700 000 habitants,.

### Occupation des sols
L'occupation des sols de la commune, telle qu'elle ressort de la base de données européenne d’occupation biophysique des sols Corine Land Cover (CLC), est marquée par l'importance des territoires agricoles (88,7 % en 2018), en diminution par rapport à 1990 (90,7 %). La répartition détaillée en 2018 est la suivante : 
terres arables (53,2 %), prairies (35,5 %), zones urbanisées (11,2 %), forêts (0,1 %). L'évolution de l’occupation des sols de la commune et de ses infrastructures peut être observée sur les différentes représentations cartographiques du territoire : la carte de Cassini (XVIIIe siècle), la carte d'état-major (1820-1866) et les cartes ou photos aériennes de l'IGN pour la période actuelle (1950 à aujourd'hui).

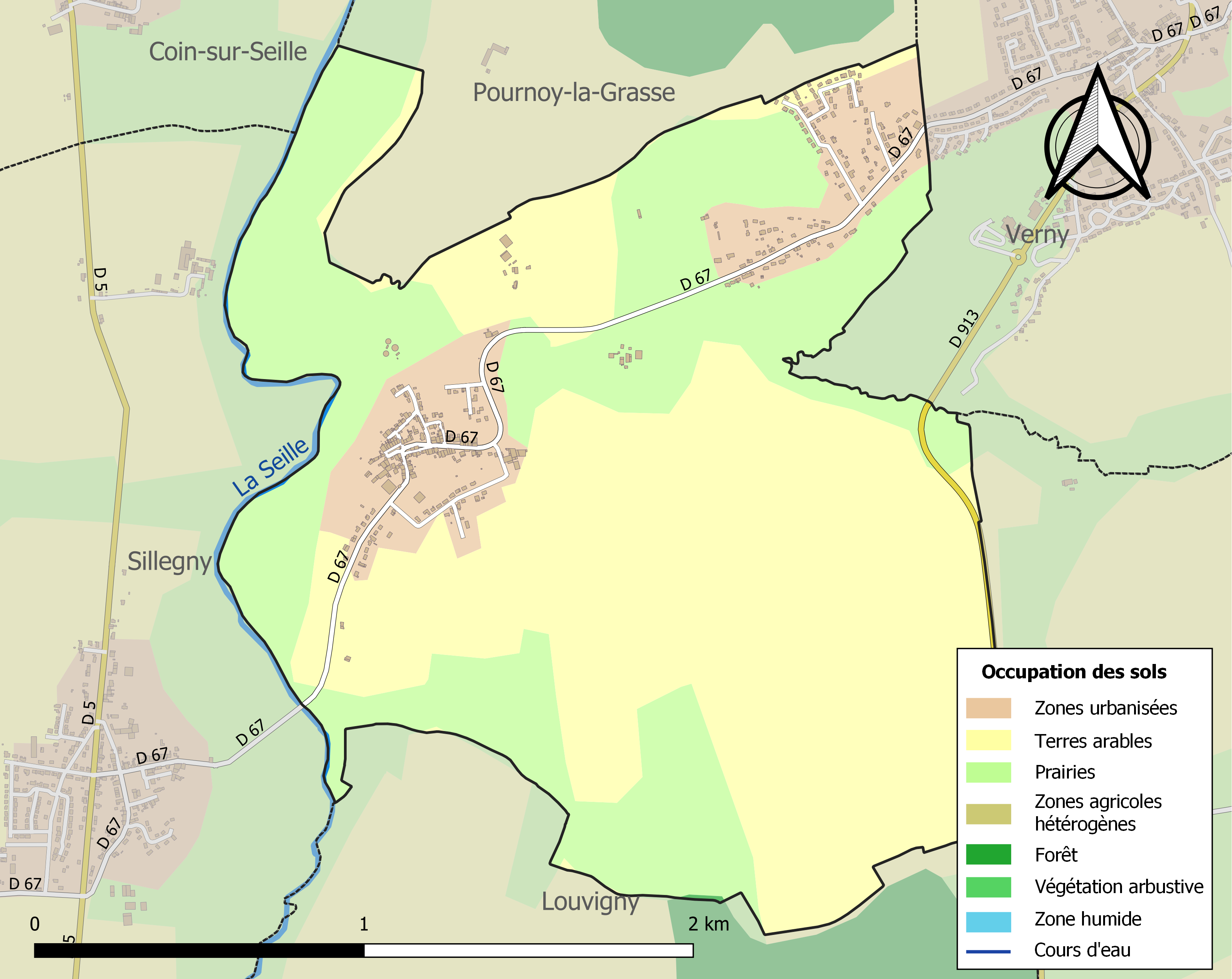
Carte des infrastructures et de l'occupation des sols de la commune en 2018 (CLC).

## Toponymie
Pomaries (936) ; Pomeriolum (1049) ; Pommeriolum (1192) ; Pummeruel (1251) ; Pumeruels, Pumeruelx (1301) ; Pumeriel (1324) ; Pomeruel, Pumeruel, Pummeruelz (1331) ; Pumeruel (1373); Pumerulz (1374) ; Peumerieulz (1402) ; Pumereul (1404) ; Pumerieux (1434) ; Pouxmesruelz (XVIe siècle) ; Pummerieulx (1518) ; Pommerue (1594) ; Pomerue (XVIIe siècle) ; Pomerieu (XVIIe siècle) ; Peumerieux (1636) ; Pomerieux (XVIIIe siècle). En lorrain : Peumerieu.

## Histoire
- Dépendait de l'ancien Saulnois (bailliage de Metz), domaine de l'abbaye de Saint-Clément de Metz et de l'Abbaye Saint-Arnoul de Metz.
- De 1790 à 2015, Pommérieux était une commune de l'ex Canton de Verny.

## Politique et administration
| Période                                  | Période   | Identité          | Étiquette | Qualité |
| ---------------------------------------- | --------- | ----------------- | --------- | ------- |
| mars 1989                                | mars 1995 | Michel Laurillard |           |         |
| mars 1995                                | 2002      | Roger Muller      |           |         |
| 2002                                     | En cours  | Raphaël Elin      |           |         |
| Les données manquantes sont à compléter. |           |                   |           |         |

## Démographie
L'évolution du nombre d'habitants est connue à travers les recensements de la population effectués dans la commune depuis 1793. Pour les communes de moins de 10 000 habitants, une enquête de recensement portant sur toute la population est réalisée tous les cinq ans, les populations de référence des années intermédiaires étant quant à elles estimées par interpolation ou extrapolation. Pour la commune, le premier recensement exhaustif entrant dans le cadre du nouveau dispositif a été réalisé en 2006.

En 2022, la commune comptait 728 habitants, en évolution de +4,45 % par rapport à 2016 (Moselle : +0,52 %, France hors Mayotte : +2,11 %).
| 1793 | 1800 | 1806 | 1821 | 1836 | 1841 | 1861 | 1866 | 1871 |
| ---- | ---- | ---- | ---- | ---- | ---- | ---- | ---- | ---- |
| 158  | 281  | 277  | 290  | 320  | 290  | 274  | 276  | 264  |

| 1875 | 1880 | 1885 | 1890 | 1895 | 1900 | 1905 | 1910 | 1921 |
| ---- | ---- | ---- | ---- | ---- | ---- | ---- | ---- | ---- |
| 267  | 249  | 250  | 237  | 227  | 226  | 273  | 265  | 228  |

| 1926 | 1931 | 1936 | 1946 | 1954 | 1962 | 1968 | 1975 | 1982 |
| ---- | ---- | ---- | ---- | ---- | ---- | ---- | ---- | ---- |
| 288  | 256  | 256  | 214  | 229  | 224  | 259  | 296  | 343  |

| 1990 | 1999 | 2006 | 2011 | 2016 | 2021 | 2022 | - | - |
| ---- | ---- | ---- | ---- | ---- | ---- | ---- | - | - |
| 426  | 520  | 649  | 705  | 697  | 718  | 728  | - | - |

## Culture locale et patrimoine

### Lieux et monuments
- Passage d'une voie romaine.
- Église Saint-Luc 1857 : armoire eucharistique à oculus XVe siècle.

### Héraldique
| Blason de Pommérieux | Blason  | Ecartelé de gueules au dragon d'argent et d'azur à l'aigle d'or. |
| Blason de Pommérieux | Détails | Le statut officiel du blason reste à déterminer.                 |